# Natri trimetaphosphat
Natri trimetaphotphat (hay STMP), với công thức phân tử Na3P3O9, là một muối metaphotphat của natri. Nó có công thức thực nghiệm là NaPO3. Nó là muối natri của axit trimetaphotphoric, và là một chất rắn không màu được tìm thấy ứng dụng chuyên biệt trong các ngành công nghiệp thực phẩm và xây dựng. STMP được điều chế bằng cách đun nóng mẫu natri polyphosphat.

Mặc dù có cấu trúc cộng hưởng cụ thể, trianion D3d đối xứng. Sự thủy phân của vòng dẫn đến natri triphosphat mạch hở:
Na3P3O9  +  H2O  →  H2Na3P3O10
Các phản ứng chính của anion triphosphat là mở vòng bởi nucleophile, bao gồm các amin.